# Gemeinschaftseigentum
Zum Gemeinschaftseigentum gehört nach dem deutschen Wohnungseigentumsrecht das Grundstück sowie Teile, Anlagen und Einrichtungen des Gebäudes, die nicht im Sondereigentum oder im Eigentum eines Dritten stehen.

## Allgemeines
Gemeinschaftseigentum, Sondereigentum, Teileigentum oder Wohnungseigentum sind spezifische Rechtsbegriffe, die durch das im März 1951 in Kraft getretene Wohnungseigentumsgesetz (WEG) eingeführt wurden. Innerhalb des Grundstücksrechts repräsentiert das WEG so genannte grundstücksgleiche Rechte, die rechtlich genauso wie ein Grundstück behandelt werden. Die Grenze zwischen Gemeinschaftseigentum und Sondereigentum innerhalb einer Eigentumswohnung wird durch die Abgeschlossenheit markiert.

## Rechtsfragen
Die obige Legaldefinition findet sich in § 1 Abs. 5 WEG. Damit definiert das WEG den Begriff des Gemeinschaftseigentums negativ durch den des Sondereigentums. In § 5 Abs. 2 WEG wird präzisiert, was zwingend Gemeinschaftseigentum darstellt, nämlich Teile des Gebäudes, die für dessen Bestand oder Gebäudesicherheit erforderlich sind, sowie Anlagen und Einrichtungen, die dem gemeinschaftlichen Gebrauch der Wohnungseigentümer dienen, selbst wenn sie sich im Bereich der im Sondereigentum stehenden Räume befinden. Dazu gehören unter anderem Aufzug, Außenwände, Balkone, Dach, Eingangstüren, Fenster, Grundstücksflächen, Kamine, Loggia, Treppenhaus, Wände, Wintergarten oder Zentralheizung. Auch die Abschnitte von Kabel- oder Rohrleitungen, die mehrere Wohnungen versorgen und durch eine Wohnung (Sondereigentum) führen, gehören zum Gemeinschaftseigentum. Versorgungsleitungen, die nur eine Wohnung versorgen, sind allerdings sondereigentumsfähig und in aller Regel in der Teilungserklärung zum Sondereigentum erklärt. Die Teilungserklärung soll deshalb Auskunft über Streitfragen geben und klären, wie sondereigentumsfähige Gegenstände zuzuordnen sind. Die Abgrenzungen fallen nicht immer leicht, denn beispielsweise die Leitungen der Zentralheizung in einer Wohnung sind Sondereigentum, der die einzelnen Wohnungen versorgende Leitungsstrang gehört dagegen zum Gemeinschaftseigentum.
Durch die Neufassung des Wohnungseigentumsgesetzes zum 1. Dezember 2020 sind Maßnahmen, die über die ordnungsmäßige Erhaltung des gemeinschaftlichen Eigentums hinausgehen (bauliche Veränderungen) wesentlich erleichtert worden (§ 20 WEG). Jeder Wohnungseigentümer kann beispielsweise angemessene bauliche Veränderungen verlangen, die dem Gebrauch durch Menschen mit Behinderungen, dem Laden elektrisch betriebener Fahrzeuge, dem Einbruchsschutz und dem Anschluss an ein Telekommunikationsnetz mit sehr hoher Kapazität dienen (§ 20 Abs. 2 WEG).
Die Nutzung und die Übernahme der Kosten regelt § 21 WEG.
Das Gemeinschaftseigentum wird von allen Wohnungseigentümern gemeinsam verwaltet und in Stand gehalten. In der Regel wird ein Verwalter zur Verwaltung des gemeinschaftlichen Eigentums bestellt.